# Doornroosje (Nijmegen)

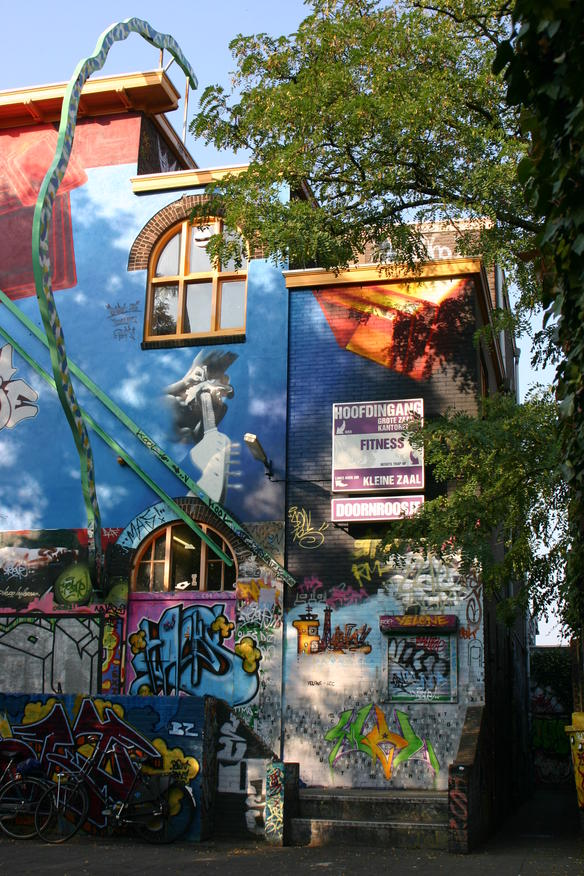
Hoofdingang van Poppodium Doornroosje tot 2014

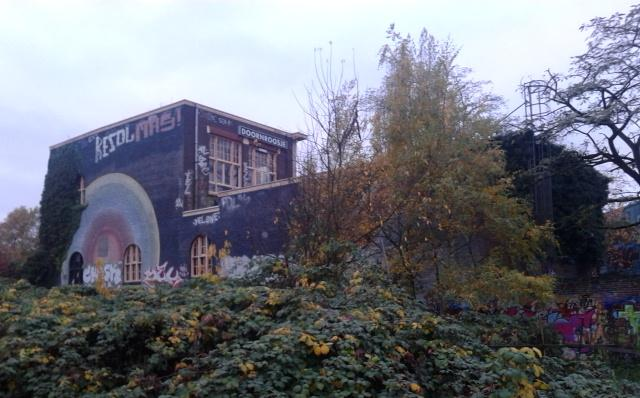
Achterkant van Doornroosje tot 2014

Doornroosje is een poppodium in Nijmegen, in de Nederlandse provincie Gelderland.
Het heeft 2 concertzalen. De grootste zaal is geschikt voor 1100 bezoekers en de ander kan er 400 aan. Incidenteel is er voor klein publiek live muziek in het café van het poppodium.

## Geschiedenis
In de zomer van 1968 verzamelden jonge hippies zich regelmatig in een bont beschilderd boerderijtje aan de Sint Jacobslaan in Nijmegen, omdat voor deze jongeren geen andere plek in de stad was waar zij welkom waren en bij elkaar konden komen. Op 6 december 1968 werd de stichting Doornroosje opgericht met als doel te zorgen voor "een soort ontspanningscentrum, waarin allerlei nieuwe ontwikkelingen in de popcultuur tot ontwikkeling gebracht kunnen worden".
Het boerderijtje wordt niet lang daarna gesloten, maar de gemeente Nijmegen erkent de behoefte aan een eigen ruimte en besloot op 14 mei 1969 dat ze terecht kunnen in de leegstaande St. Antoniusschool op de Verlengde Groenestraat (nu de Groenewoudseweg). Tot de verbouwing van het schoolgebouw werd afgerond konden de jongeren terecht in een voormalig politiebureau aan de Tweede Walstraat.
In augustus 1970 gingen de deuren van het Kreatief Aktiviteiten Sentrum open, en Doornroosje ging meer dan 40 jaar door op deze locatie. Het werd bekend als een van de eerste plekken in Nederland waar hasj en wiet openlijk te verkrijgen waren.
Doornroosje bood gaandeweg ruimte aan nieuwe stromingen, zoals de punkbeweging in de eerste helft van de jaren 80.  Er werden vele bandjes geprogrammeerd, vaak voordat ze (inter)nationaal doorbraken. Onder meer Pink Floyd op locatie in het Kolpinghuis, Pixies, Joy Division, Nick Cave, Cocteau Twins, Doe Maar, Sonic Youth, Green Day, Beck, dEUS, Bonnie Prince Billy, The Fall, Radiohead, Editors, The Gaslight Anthem, Lykke Li, Volbeat, Mastodon, Ben Howard, MGMT, Of Monsters and Men, Mumford & Sons, Charles Bradley en The Dillinger Escape Plan hebben ooit op het podium gestaan. Vanaf eind jaren 80 werd er in toenemende mate dance geprogrammeerd. Onder meer Daft Punk, Speedy J, DJ Tiësto, Jeff Mills, Dave Clarke, Laurent Garnier en Acid Junkies speelden in Doornroosje.  De clubavond Planet Rose vond voor het eerst plaats in 1995, en is daarmee de langstlopende clubavond van Nederland.
Doornroosje heeft met internetbedrijf Cramgo in 1995 een nieuw online kaartverkoopsysteem gerealiseerd. Dit alternatief voor telefonische reserveringen of dure ticketingservices bleek een succes en kreeg spoedig navolging. Het wordt onder de naam ActiveTickets inmiddels door tal van poppodia, theaters en festivals gebruikt.

## Nieuwbouw
Het oude schoolgebouw toonde zo zijn beperkingen, al vanaf 1985 waren er plannen voor de bouw van een eigen poppodium. In 2005 ontstonden er concrete plannen om te verhuizen naar een locatie naast het Centraal Station. Een plan voor deze locatie is gemaakt door Sjoerd Soeters, die ook betrokken was bij andere Nijmeegse nieuwbouwprojecten zoals de Marikenstraat, het Mariënburgplein en Plein 44. Het duurde uiteindelijk tot 20 december 2011 voor de eerste paal werd geslagen. Op 5 juli 2014 vonden de laatste activiteiten plaats aan de Groenewoudseweg, en op 1 oktober 2014 werd de nieuwbouw van Doornroosje geopend.

## Doornroosje op locatie
In samenwerking met andere Nijmeegse organisaties organiseert Doornroosje ook concerten op locatie. De concerten vinden plaats in onder andere de theaterzaal van LUX, Openluchttheater de Goffert, de Stevenskerk, Concertgebouw De Vereeniging en Stadsschouwburg Nijmegen. Doornroosje ondersteunt ook evenementen en festivals zoals Bevrijdingsfestival Nijmegen, Oranjepop Nijmegen, Kids 'n' Billies en Valkhof Festival.

## Roos van Nijmegen
Doornroosje organiseert een jaarlijkse wedstrijd voor nieuwe Nijmeegse bands en andere muzikale acts: de Roos van Nijmegen. De competitie werd in 1986 opgezet als gezamenlijk project van een aantal Nijmeegse instellingen, waaronder Doornroosje, dat in de maalstroom van culturele ontwikkelingen de continuïteit ervan heeft gewaarborgd.

## Merleyn
Sinds 2008 beheert Doornroosje ook Pop- en danscafé Merleyn aan de Hertogstraat in de Nijmeegse binnenstad.

## Fortarock
Met Fortarock realiseerde Doornroosje gevarieerde hardrock concerten in eigen huis. In 2009 werd het eerste FortaRock Festival georganiseerd. Zowel gevestigde namen als nieuwe acts en een breed spectrum van stijlen binnen het genre vonden er een plaats.
Een hoogtepunt was 2013, met namen als Rammstein, Motörhead & Volbeat. Meer dan 45 000 bezoekers kwamen naar het Goffertpark. In de jaren daarna daalde het bezoekersaantal steeds verder. Na de editie van 2019 werd beslist te stoppen vanwege de tegenvallende ticketverkoop voor die 10de editie. Ook werden de gages van publiekstrekkers onbetaalbaar en was er meer concurrentie.

## Prijzen
Doornroosje ontving tweemaal het IJzeren Podiumdier voor beste poppodium van het jaar (2011 en 2015), uitgereikt door de Vereniging voor Nederlandse Poppodia en Festivals (VNPF). Directeur Toine Tax ontving drie keer een IJzeren Podiumdier als beste directeur. Robert Meijerink ontving twee keer een IJzeren podiumdier (2006 en 2016) en een keer een Duiveltje als 'beste programmeur' (2011), Darko Esser en Albert Reinink ontvingen het IJzeren Podiumdier samen als beste programmeur van 2001, en Gert Gering ontving deze prijs voor 1998. Joris Holter ontving het IJzeren Podiumdier voor beste marketeer van 2015. In 2006 werd Doornroosje door de lezers van Nieuwe Revu verkozen tot 'Nachttempel' van Nederland. Voornaamste reden voor de uitverkiezing was de 'progressieve programmering en zeer eigen gemêleerde ambiance'. In 2007 werd Doornroosje tweede bij deze verkiezing.